# Timothy Zahn
Timothy Zahn (ur. 1 września 1951 w Chicago) – amerykański pisarz science fiction. Najbardziej znany jest z książek z serii Star Wars (trylogia Thrawna i dylogia „Ręka Thrawna”), jest też autorem cyklów „Kobra” i „Conquerors”. W 1984 otrzymał Nagrodę Hugo za opowiadanie Cascade Point.

### SeriaBlackcollar
- The Blackcollar (1983), wyd. pol. Wyzwolenie: Czarne komando
- The Backlash Mission (1986), wyd. pol. Wyzwolenie: Straceńcza misja (1996)
- The Judas Solution (2006)

### SeriaCobra
Wydane w Polsce jako sześcioksiąg Kobra:
- Cobra (1986), wyd. pol. Kobra (1995) t. I, Kobry Aventiny (1995) t. II
- Cobra Strike (1988), wyd. pol. Synowie Kobry (1995) t. III, Wojna Kobry (1995) t. IV
- Cobra Bargain (1988), wyd. pol. Transakcja Kobry (1995) t. V, Tajemnica Kobry (1995) t. VI

### TrylogiaConquerors
- Conquerors' Pride (1994), wyd. pol. Duma Zdobywców (1996)
- Conquerors' Heritage (1995), wyd. pol. Dziedzictwo Zdobywców (1997)
- Conquerors' Legacy (1996)

### Quadrail
- Nocny pociąg do Rigel (Night Train to Rigel, 2005), wyd. pol. Wydawnictwo Dolnośląskie 2007
- The Third Lynx (2007)
- Odd Girl Out (2008)
- The Domino Pattern (2010)
- Judgement at Proteus (2012)

### Star Wars

#### Trylogia Thrawna
- Heir to the Empire (1991), wyd. pol. Dziedzic Imperium (1994)
- Dark Force Rising (1992), wyd. pol. Ciemna strona Mocy (1995)
- The Last Command (1993), wyd. pol. Ostatni rozkaz (1995)

#### Seria „Ręka Thrawna”
- Specter of the Past (1997), wyd. pol. Widmo przeszłości (1999)
- Vision of the Future (1998), wyd. pol. Wizja przyszłości (1999)

#### Krótkie opowiadania
- First contact w czasopiśmie Star Wars Adventure Journal 1 (1994) (wydane również w antologii Tales from the Empire (1997), wyd. pol. Opowieści Imperium)
- Sleight of Hand w Tales from Jabba`s Palace (1996), wyd. pol. Zręczny ruch w antologii Opowieści z Pałacu Jabby (2003)

#### Inne powieści ze świata Star Wars
- Fool's Bargain (2004) (eBook)
- Survivor’s Quest (2004), wyd. pol. Rozbitkowie z Nirauan (2005)
- Outbound Flight (2006), wyd. pol. Poza Galaktykę (2007)
- Allegiance (2007), wyd.pol. „Posłuszeństwo” (2008)

#### Scenariusze komiksów
- Mara Jade: By the Emperor`s Hand (1999)

### SeriaDragonback
- Dragon and Thief (2003)
- Dragon and Soldier (2004)
- Dragon and Slave (2005)
- Dragon and Herdsman (2006)
- Dragon and Judge (2007)

### Inne powieści
- A Coming of Age (1985)
- Triplet (Triplet, 1987), wyd. pol. Amber, 1996
- Zaginiona rasa (Spinneret, 1985), wyd. pol. Amber, 2000
- Deadman Switch (1988)
- Koń wojny (Warhorse, 1990), wyd. pol. Amber, 1994
- Obława na „Icarusa” (The Icarus Hunt, 1999), wyd. pol. Amber, 2000
- Angelmass (2001)
- Manta's Gift (2002)
- With One Stone (2003) - w zbiorze opowiadań z serii Honor Harrington „W służbie Miecza”
- Green and the Gray (2004)

### Wybrane opowiadania
- Pawn's Gambit (1982), wyd. pol. Gambit pionka (1984)
- Cascade Point (1983)
- Return to the Fold (1984)